# Конвој
Конвој (енгл. convoy) је формација трговачких, транспортних или помоћних ратних бродова који у рату, ради заједничке одбране, плове у збијеном поретку под заштитом ратних (ескортних) бродова и ваздухоплова. Конвојима се називају и осигурани транспорти оружја, опреме, хране и људства на копну.

## На мору

### Стари и средњи век
Груписање трговачких бродова за заштиту од напада гусара и њихова пратња ратним бродовима помиње се још код Атињана (први пут 394. п.н.е), као и код Картагињана и Римљана. У средњем веку, иако су сви трговачки бродови били наоружани, поморске караване у пратњи ратних бродова су редовно користили бродови Млетачке републике на Леванту (од 1264. у пратњи галија) и Ханзе, (у 13. веку повремено, а од 1394. редовно).

### Нови век
У новом веку, Енглеска и Холандија су већ у 16. веку прописале обавезну заједничку пловидбу: холандске бродове за Атлантик пратило је на одласку и повратку кроз Ламанш по 50 ратних бродова, а одатле си настављали у групама. Шпанија је у 16. веку због енглеских и француских гусара на Атлантику увела поморске караване, којих је било две врсте: флота, јачине 10 - 23 брода изнад 100 т, пловила је за Нову Шпанију (Мексико) и Кубу, и армада, јачине до 27 бродова, за Tierra Firmu (северне обале Јужне Америке). Рута оба каравана била је прописана, бродовима је било забрањено да се одвајају, а сваки брод је морао да има најмање 4 тешка и 16 лаких топова, а сваки члан посаде и путник хладно оружје, али је борбу требало избегавати. Свакој флоти и армади додељивана су за осигурање на путу по 2 галеона - први је пловио на челу, а други на зачељу. Пошто су галеони превозили и племените метале, названи су сребрна флота.
Борба за трговачке бродове била је и важан елемент поморске доктрине тадашњих РМ, нарочито француске, која је фаворизовала крстарички рат на рачун борбе за превласт на мору. У 17. веку назив конвој уводе Холанђани (хол. konvooi) за неутралне трговачке бродове који су пловили заједно под заштитом холандских ратних бродова, да би избегли преглед и претрес од енглеских. За пратњу конвоја имали су и специјалне бродове (хол. konvoijers) наоружане са 16-50 топова. Из Холандије је овај назив пренет и у остале земље.
Поморска трговина у рату обављала се у 18. веку са малим бројем великих конвоја. Западноиндијски конвоји за Велику Британију имали су обично 100-150 бродова, а балтички и до 500. Последњи велики конвоји бродова на једра организовани су за време Наполеонових ратова - у Великој Британији, власник брода који би пловио ван конвоја плаћао је новчану казну и губио право на осигурање.

### Први светски рат
Војнопоморски теоретичари крајем 19. и почетком 20. века критиковали су систем конвоја са осигурањем као непогодан за одржавање поморских комуникација, па је британски Адмиралитет 1913. наредио примену конвоја једино за превоз трупа. Сличан став имале су француска и немачка РМ.
У првом светском рату, силе Антанте увеле су конвоје трговачких бродова на Атлантику услед неограниченог подморничког рата који је Немачка отпочела 1. фебруара 1917. САД су ушле у рат 6. априла 1917, ставивши на располагање довољно ратних бродова за пратњу конвоја и Британски Адмиралитет је крајем априла 1917. формирао прве, а од маја редовне конвоје из Гибралтара, Дакра, Луисбурга у Канади и Њупорт Њуза у САД за сав промет Атлантиком. Од тада је просечно пловио по један конвој дневно, са бродовима брзине 8.5 - 12.5 чворова. Сваки конвој добио је за осигурање на отвореном мору 2 крстарице, а у зони угроженој од подморница још 6 разарача или слупова. Конвојима су командовали заповедници осигурања. Ради економије снага, разарачи који су пратили конвоје из Британије до зоне најјачег дејства подморница, сачекивали су у тој зони конвоје за Велику Британију и пратили их до лука одредишта. Септембра 1917. конвојима је било обухваћено око 50% поморског саобраћаја на Атлантику - до октобра 1917. изгубљено је од 1.502 брода у 99 конвоја за Европу само 10 бродова (0.66%), и још 14 после распуштања конвоја (укупно 24 брода - 1,57%). Постепено су уведени конвоји и на свим осталим ратиштима.
САД су се јаче ангажовале у служби осигурања тек од 1918. Већину ратних бродова за осигурање давали су Британци - 70% разарача (27% САД, 3% Француска) и 61% крстарица (35% САД, 4% Француска). У америчким трупним конвојима изгубљено је свега 637 људи од 2 милиона превезених од јануара до новембра 1918. У свим осталим конвојима из САД за Европу преко Атлантика, изгубљена су до краја рата само 72 од укупно 9.691 брода (још 43 потопљена после распуштања конвоја), а из Европе у САД 51 од укупно 7.391 брода. На свим ратиштима у Првом светском рату пловила су у конвојима укупно 99.083 брода са губицима од свега 0.5%. До увођења конвоја било је потопљено 60% бродова на отвореном мору (преко 50 М од обале). После увођења конвоја није потопљен ниједан брод ван границе од 50 М, а посаде потопљених бродова су редовно спасаване.